# ISO 3166-2:PR

Ortografická projekce Portorika.

Kódy ISO 3166-2 pro Portoriko neidentifikují žádné regiony (stav v roce 2015).